# 克拉普罗特环形山

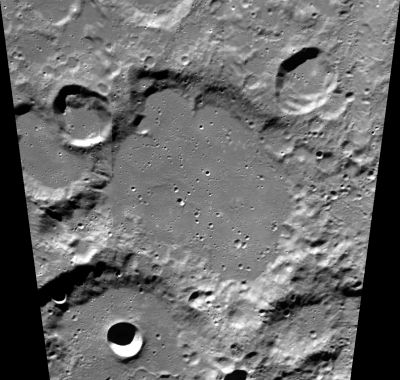
克莱门汀号拍摄的图像

克拉普罗特环形山（Klaproth）是月球正面崎岖的南部高地上一座巨大的古老撞击坑，约形成于45.5-39.2亿年前的前酒海纪，其名称取自十八世纪德国化学家、铀元素的发现者马丁·海因里希·克拉普罗特（1743年-1817年），1935年被国际天文学联合会批准接受。

## 描述
该陨坑西侧靠近威尔逊环形山、东北偏北毗邻布兰卡纳斯环形山、格林伯格环形山和肖特环形山分别位于它的东北和东南、而东侧则坐落了莫雷环形山、克拉普罗特环形山的西南部分被略小的卡萨屠斯环形山所覆盖。该陨坑中心月面坐标为69°42′S 26°00′W / 69.7°S 26.0°W，直径121.4公里，深度2.77公里。
克拉普罗特环形山的外观呈多边形状，其外侧壁因长期的撞击轰击而被深度侵蚀、切割和重塑。陨坑北侧和东侧边缘仍相对保持圆状，但西侧则覆盖了卫星坑克拉普罗特 G、克拉普罗特 H和及另外一些撞击坑，南侧的卡萨屠斯环形山明显侵入进它的坑内。克拉普罗特环形山坑壁平均高出周边地形1590米，内部容积约14800立方千米。坑底表面已被过去的熔化喷出物和熔岩覆盖，平坦的底表除了众多细小的陨坑外，无其它特别的地貌结构，如果该陨坑内曾有过中央峰的话，那么，它现在也已不存在了。

## 卫星陨石坑
按惯例，最靠近克拉普罗特环形山的卫星坑将在月图上以字母标注在该坑的中心点旁。

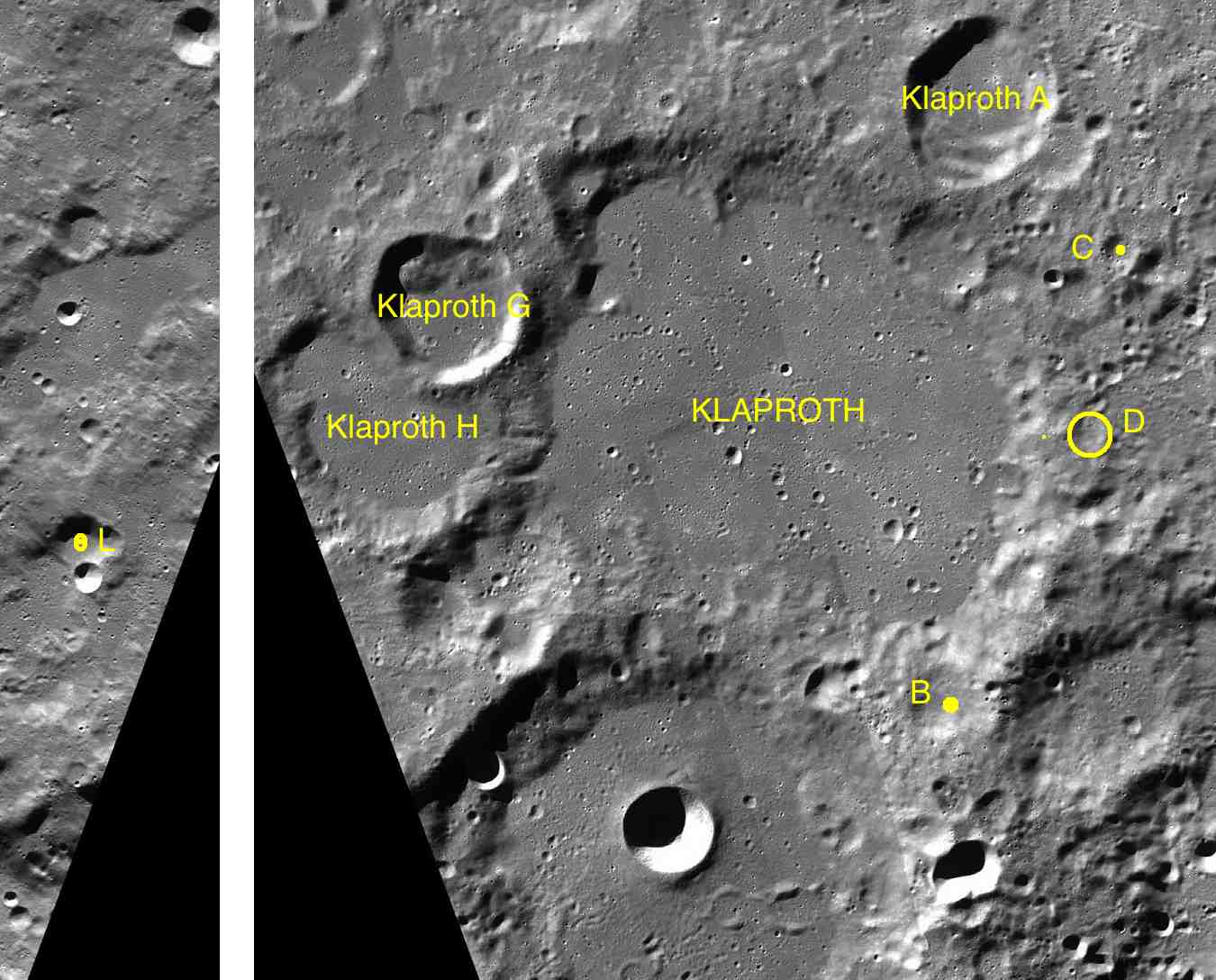
LAC-136、LAC-137拼接图

| 克拉普罗特 | 纬度    | 经度    | 直径    |
| ---------- | ------- | ------- | ------- |
| A          | 68.2° S | 21.6° W | 30 公里 |
| B          | 72.0° S | 24.7° W | 11 公里 |
| C          | 69.1° S | 19.5° W | 8 公里  |
| D          | 70.2° S | 20.4° W | 8 公里  |
| G          | 68.6° S | 31.2° W | 30 公里 |
| H          | 69.4° S | 33.1° W | 41 公里 |
| L          | 70.1° S | 36.5° W | 11 公里 |

## 另请参阅
- Wood, Chuck. . Lunar Photo of the Day. 2006-08-05  [2006-08-05]. （原始内容存档于2007-09-27）.

- Andersson, L. E.; Whitaker, E. A. . NASA RP-1097. 1982.
- Blue, Jennifer. . USGS. July 25, 2007  [2007-08-05]. （原始内容存档于2018-12-25）.
- Bussey, B.; Spudis, P. . New York: Cambridge University Press. 2004. ISBN 978-0-521-81528-4.
- Cocks, Elijah E.; Cocks, Josiah C. . Tudor Publishers. 1995. ISBN 978-0-936389-27-1.
- McDowell, Jonathan. . Jonathan's Space Report. July 15, 2007  [2007-10-24]. （原始内容存档于2018-12-25）.
- Menzel, D. H.; Minnaert, M.; Levin, B.; Dollfus, A.; Bell, B. . Space Science Reviews. 1971, 12 (2): 136–186. Bibcode:1971SSRv...12..136M. doi:10.1007/BF00171763.
- Moore, Patrick. . Sterling Publishing Co. 2001. ISBN 978-0-304-35469-6.
- Price, Fred W. . Cambridge University Press. 1988. ISBN 978-0-521-33500-3.
- Rükl, Antonín. . Kalmbach Books. 1990. ISBN 978-0-913135-17-4.
- Webb, Rev. T. W.  6th revised. Dover. 1962. ISBN 978-0-486-20917-3.
- Whitaker, Ewen A. . Cambridge University Press. 1999. ISBN 978-0-521-62248-6.
- Wlasuk, Peter T. . Springer. 2000. ISBN 978-1-85233-193-1.